# Acqua di Parma

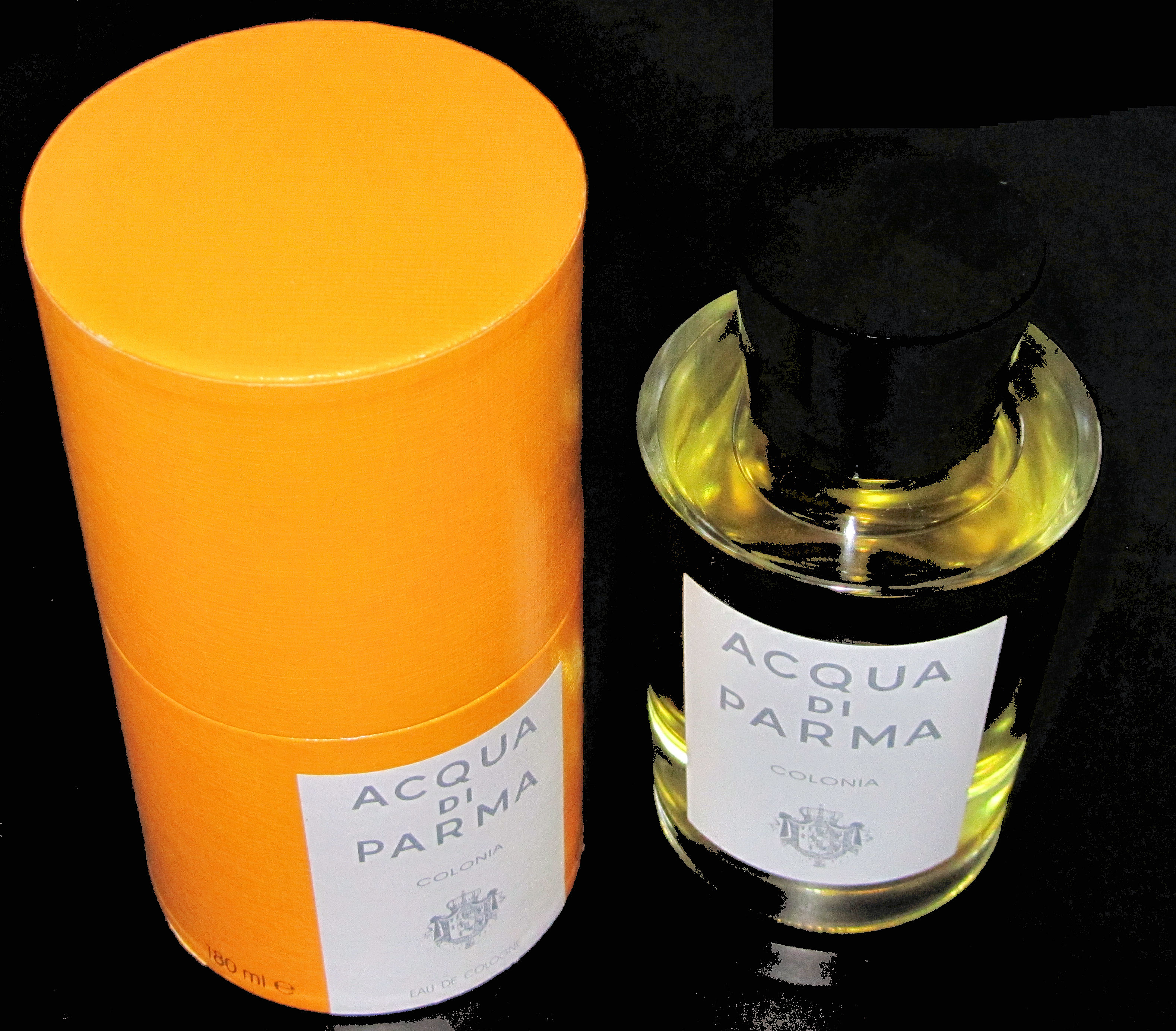
Acqua di Parma Colonia- один із найпопулярніших ароматів компанії

Acqua ді Парма — це італійська компанія, яка виробляє аромати, свічки, халати і аксесуари зі шкіри. Вся продукція компанії створена виключно в Італії, і поширюється в 43 країнах світу.

## Історія
Компанія була заснована у 1916 році в лабораторії маленького парфумера в Пармі.
Протягом багатьох років бренд розширив свій асортимент, ввівши домашню колекцію: халати, рушники та шкіряні вироби.
У 1993 році бренд був відроджений підприємцями Лука ді Монтедземоло (колишній голова Ferrari), Дієго делла Валле (президент і виконавчий директор Tod's) і Паоло Боргоманеро (основним акціонером рітейлера нижньої білизни La Perla).
У 1998 році Acqua ді Парма відкрила свій перший бутік в Мілані, пізніше точки з'явились також у Парижі (2012), Римі (2014) і  Маямі (2017).
Компанія була придбана компанією LVMH в 2001 році, штаб-квартира знаходиться в Мілані.
У травні 2008 року компанія відкрила курортний комплекс Blu Mediterrane Spa у Сардинії. У 2013 році з'явився другий спа-комплекс у Венеції.

## Логотип
Логотипом компанії є герб Марії-Луїзи, герцогині Парми. Це стало виявом поваги до її правління і допомоги, адже Марі-Луїза сприяла розвитку парфумерної та скляної промисловості Парми.

## Продукція і колекції

### Colonia
- Colonia (1916)
- Colonia Essenza (2010)
- Colonia Assoluta (2003)
- Colonia Intensa (2007)
- Colonia Oud (2012)
- Colonia Leather (2014)
- Colonia Ambra (2015)
- Colonia Club (2015)
- Colonia Pura (2017)[5]
- Colonia Futura (2020)

### Жіночі аромати
- Iris Nobile (2004)
- Iris Nobile Sublime (2012)
- Magnolia Nobile (2009)
- Gelsomino Nobile (2011)
- Rosa Nobile (2014)
- Acque Nobili (2013)
- Profumo (2008)

### Blu Mediterraneo
- Arancia di Capri (2000)
- Bergamotto di Calabria (2010)
- Mirto di Panarea (2008)
- Fico di Amalfi (2006)
- Mandorlo di Sicilia (1999)
- Ginepro di Sardegna (2014)
- Chinotto di Liguria (2018)
- Cipresso di Toscana (2019)

Collezione Barbiere (чоловіча колекція)
Blu Mediterraneo Italian Resort (спа-комплекс)
Аромати для дому (ароматизатори та свічки)
Домашня колекція (халати і рушники)
Шкіряні колекції
Gli Esclusivi (аксесуари для дому і подорожей люкс сегменту)